# Bentley Bentayga
Bentley Bentayga — великогабаритний автомобіль класу SUV з люксовим обладнанням англійського автовиробника Bentley, що збирають на заводі в Кру (Велика Британія).

## Опис

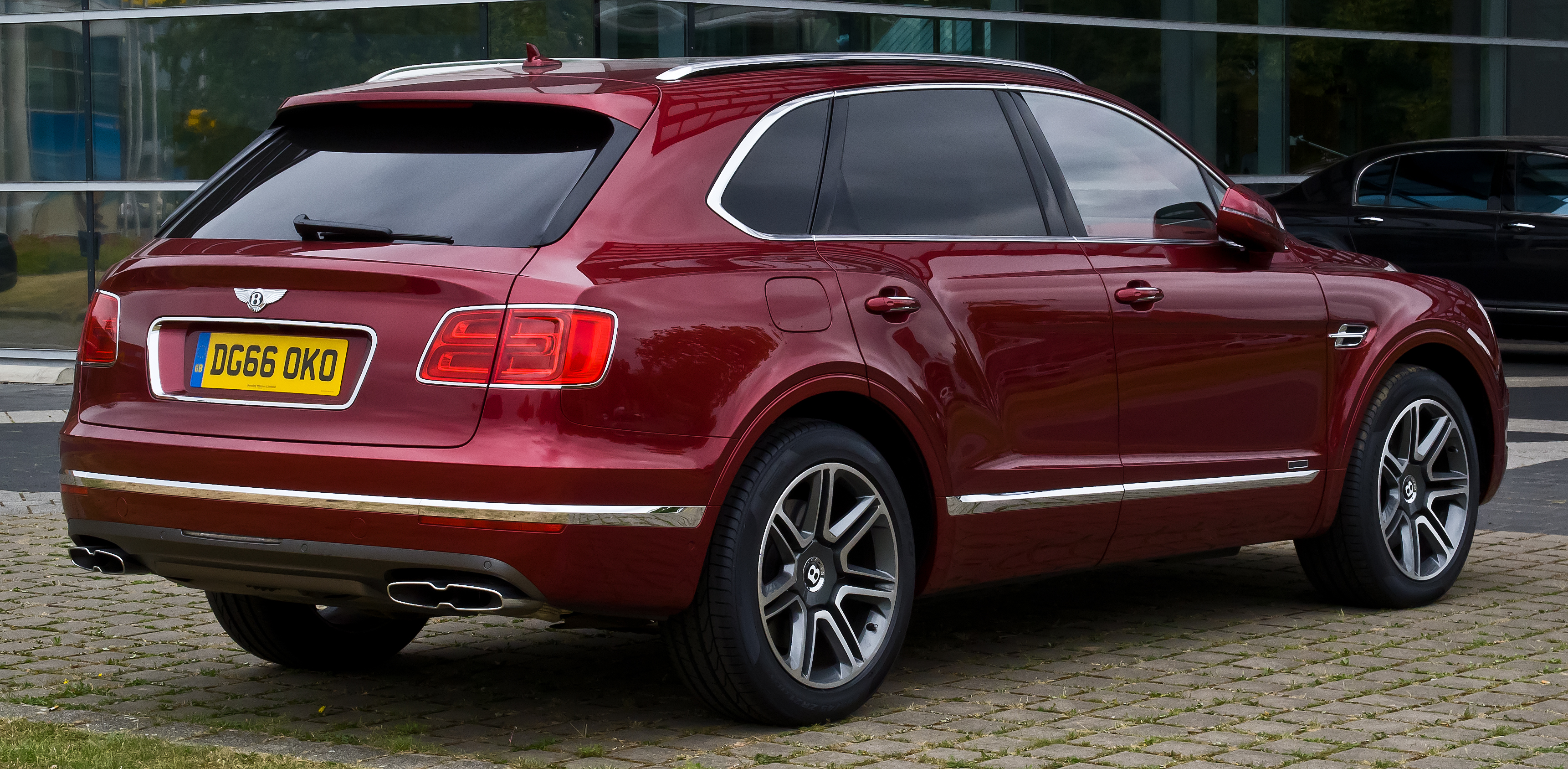
Bentley Bentayga

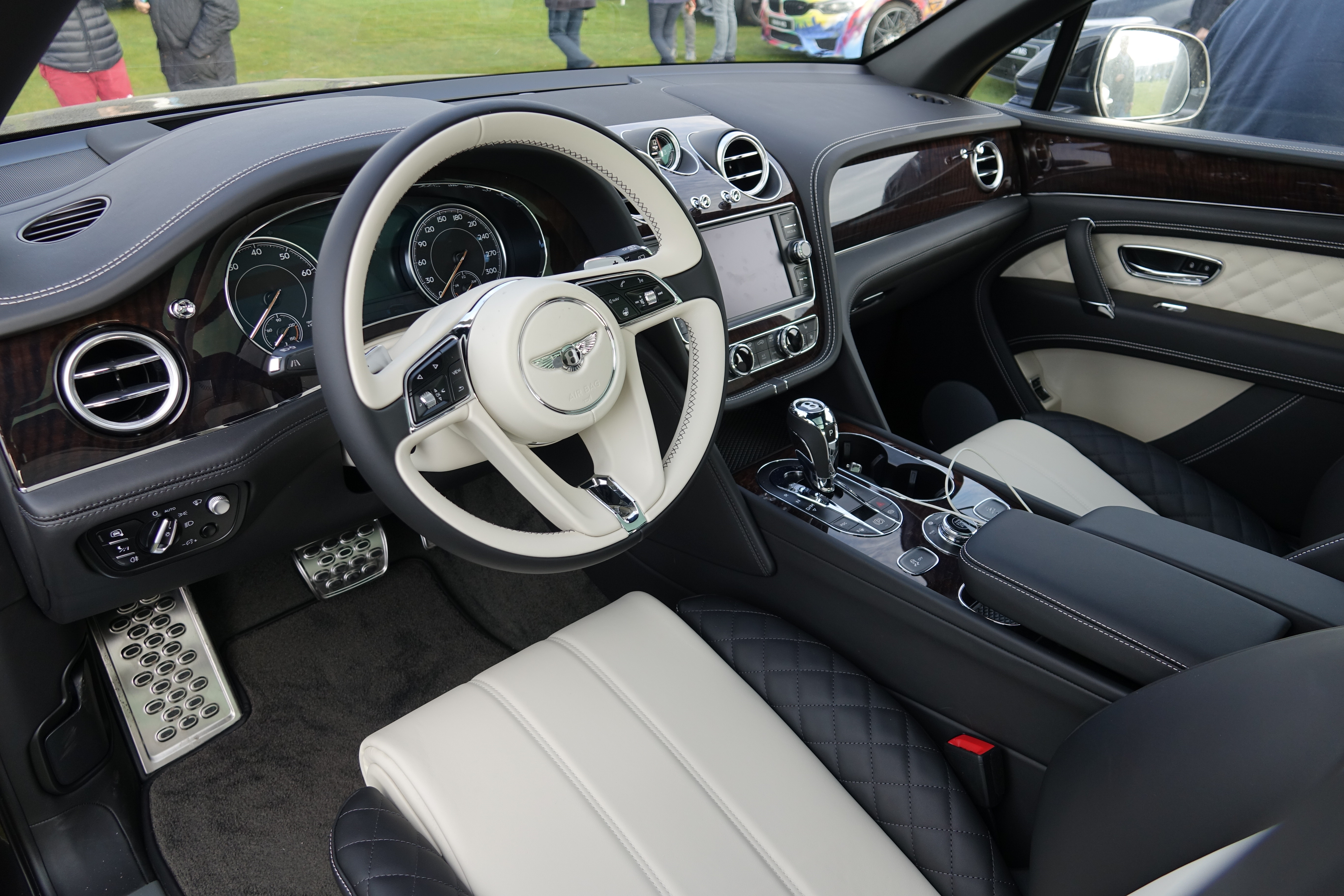
Салон

Автомобіль збудовано на платформі Volkswagen MLB і комплектується повним приводом, бензиновим твін-турбодвигуном 6,0 л W12 FSI потужністю 608 к.с. при 6000 об/хв, крутним моментом 900 Нм при 1250 об/хв та 8-ст. автоматичною КПП.
Основою для моделі Бентайга послужив Audi Q7 II. Інженери-конструктори Bentley Bentayga 2016 року приділили максимум уваги комфорту їзди автомобіля. Кросовер комплектується пневматичною підвіскою з адаптивними амортизаторами, яка робить їзду м'якою, незалежно від якості дорожнього покриття. Особливістю Бентайга є регульований кліренс, який може змінюватися у діапазоні 180-250 мм. Регулювання кліренсу автомобіля відповідає 4 режимам: два види піднятого  позашляхового, стандартний і занижений режим для швидкісного руху. Bentley також оснащений новітньою електронікою, яка регулює чутливість ходу педалі, реактивним підсилювачем керма і тембром вихлопної системи. В оформленні інтер'єру використовуються тільки високоякісні матеріали, включаючи вставки з полірованого дерева і металу, а також шкіряну обшивку в 15 тонах. Панель управління автомобіля повністю цифрова, і розміщує на собі 8,0-дюймовий дисплей інформаційно-розважальної системи з жорстким диском на 60 Гб. Салон також доповнений 18 динаміками й елітною стереосистемою Naim for Bentley. Передні крісла кросовера оснащуються підігрівом, вентиляцією і функцією масажу. Для пасажирів задніх сидінь передбачені 10,2-дюймові знімні планшети. Обсяг багажника автомобіля становить 430 літрів. 
Передню частину Бентлі прикрашає фірмова прямокутна решітка радіатора і пара круглих фар. Візуально автомобіль виглядає масивніше, завдяки збільшеним колісним арках. Задню частину паркетника прикрашають великі задні ліхтарі з вписаною буковою «В» і хромований ободок ніші номерного знака. Bentayga комплектується 20 або 22-дюймовими колесами. Габарити автомобіля рівні: довжина–5141 мм, ширина–1998 мм, висота–1742 мм, і колісна база–2992 мм. 

### Оновлення 2020 року

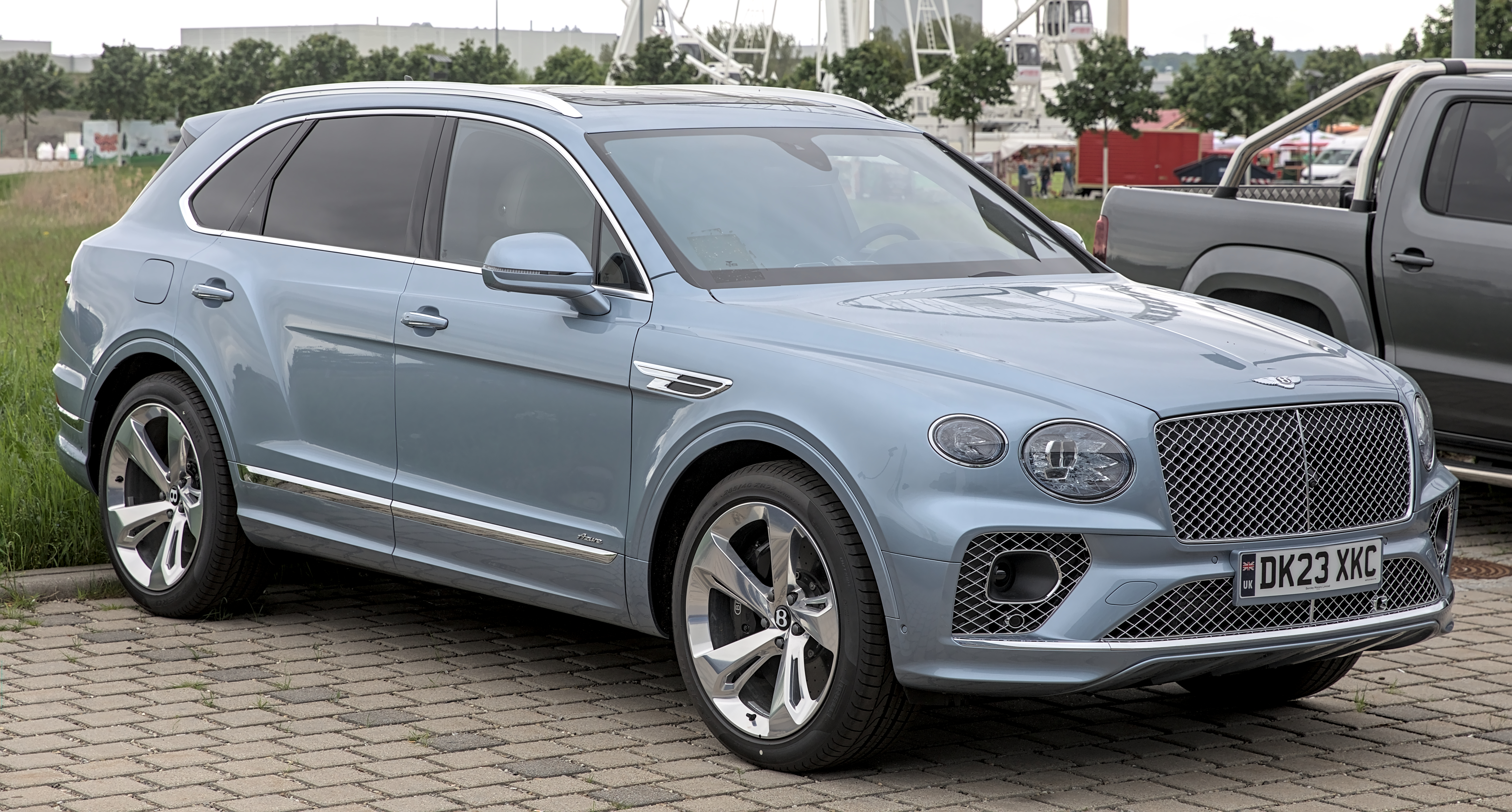
Bentley Bentayga (з 2020)

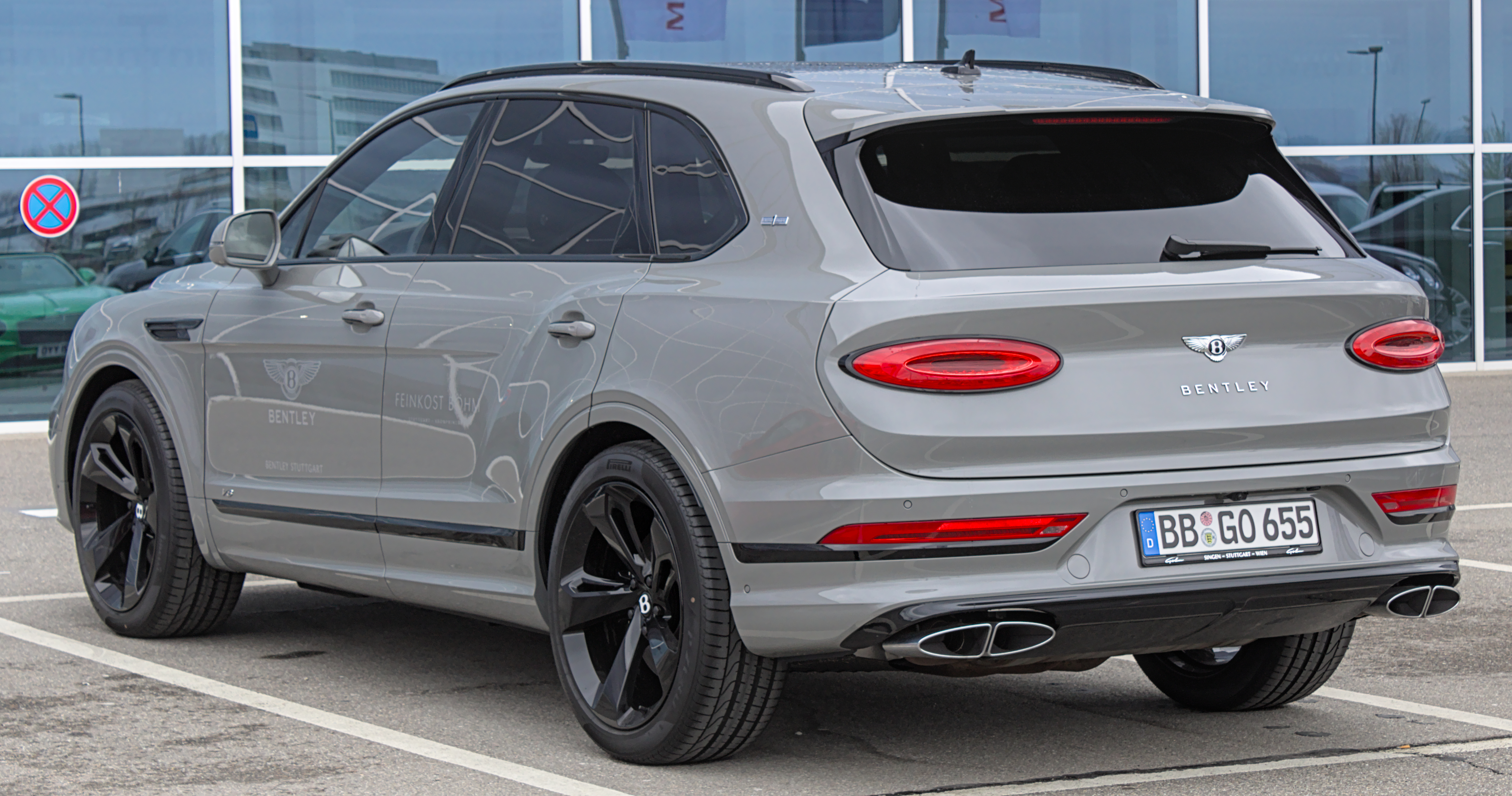

У липні 2020 року була представлена оновлена версія позашляховика. Автовиробник повністю переробив екстер'єр, свідомо зробивши його схожим на моделі сімейств Continental GT і Flying Spur, а також суттєво переглянув інтер'єр.

### Двигуни
Бензинові: 
- 4.0 л twin turbo V8 600 к.с. 800 Нм
- 6.0 л twin turbo W12 608 к.с. 900 Нм
- 6.0 л twin turbo W12 635 к.с. 900 Нм (Speed)

Дизельний: 
- 4.0 л TDI VW EA898 V8 435 к.с. 900 Нм

Гібрид, що заряджається від розеттки: 
- 3.0 л Audi/VW EA 839 (CZSE) turbo V6 PHEV 449 к.с. 700 Нм

## Виробництво
| рік    | 2015 | 2016  | 2017  | 2018  | 2019  |
| ------ | ---- | ----- | ----- | ----- | ----- |
| всього | 96   | 5.586 | 4.849 | 4.072 | 5.232 |